# Christoph Scheibling

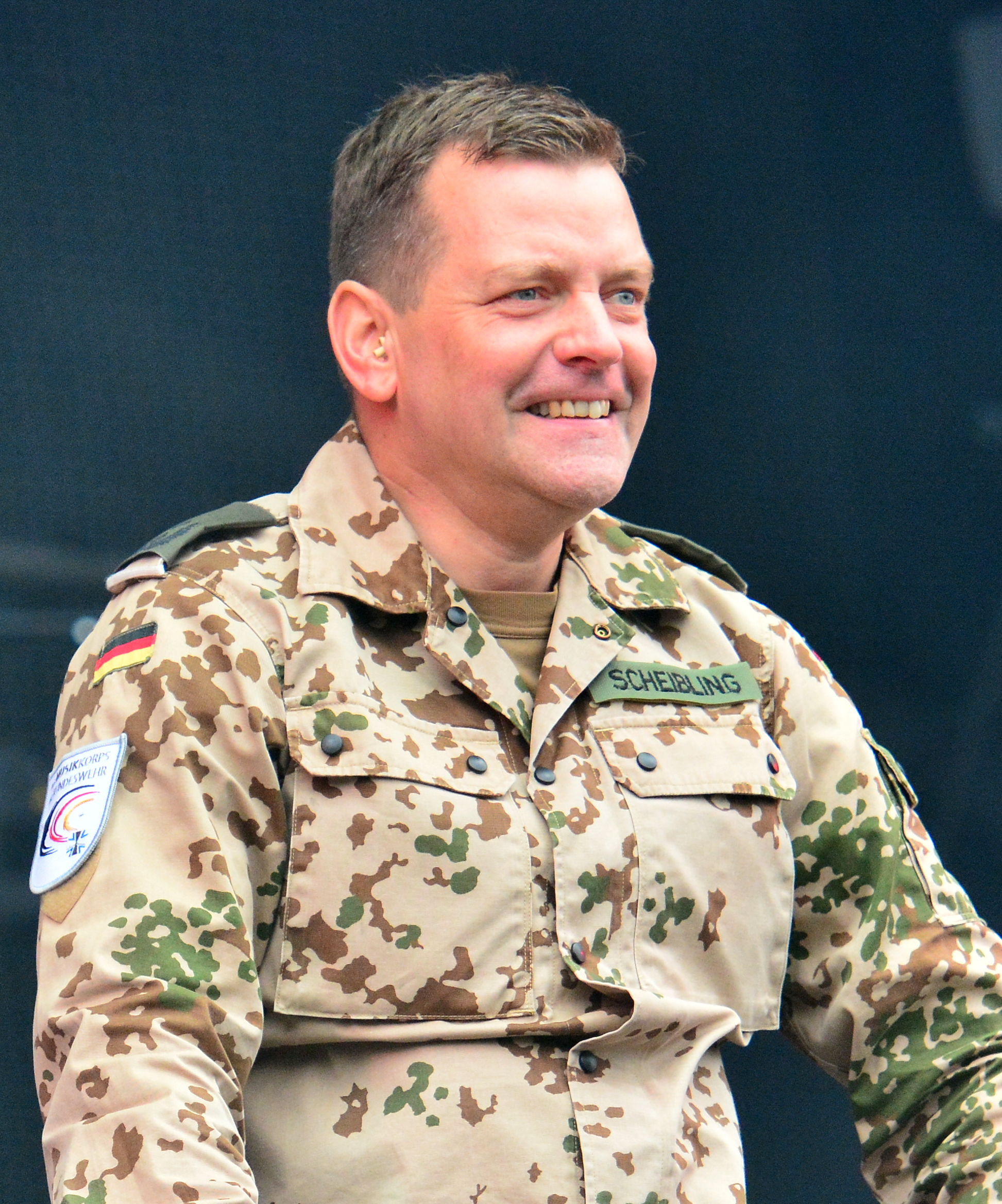
Christoph Scheibling beim Wacken Open Air 2015

Christoph Scheibling (* 1969 in Wipperfürth) ist ein deutscher Kapellmeister und Offizier. Er bekleidet den Rang eines Obersts und ist seit dem 22. Februar 2022 stellvertretender Leiter des Militärmusikdiensts und des Zentrums Militärmusik der Bundeswehr.

## Werdegang
Nach seinem Abitur trat Scheibling 1989 in den Militärmusikdienst der Bundeswehr ein. An der Robert Schumann Hochschule Düsseldorf studierte er im Rahmen der Ausbildung zum Musikoffizier und Kapellmeister die Fächer Dirigieren bei Wolfgang Trommer und Klavier bei Udo Falkner. Im Jahr 1996 schloss er sein Studium in den Fächern Partiturspiel und Dirigieren ab. Außerdem spielt er seit seiner Kindheit Posaune.
Nach kurzer Verwendung im Luftwaffenmusikkorps 2 in Karlsruhe wurde er im Jahr 1998 zum Stabsmusikkorps der Bundeswehr nach Siegburg versetzt. Dort leitete er als zweiter Musikoffizier das Kammerorchester und sammelte erste Erfahrungen im Rahmen des protokollarischen Ehrendienstes.
Im Oktober 2001 trat er seinen Dienst als Leiter des Gebirgsmusikkorps der Bundeswehr in Garmisch-Partenkirchen an. Unter seinem Dirigat spielte das Musikkorps bei Veranstaltungen wie dem NATO-Musikfest 2002 in Mönchengladbach, dem Innsbrucker Promenadenkonzert 2003 und einem Gastspiel zum EU-Beitritt Ungarns in Budapest 2004.
Im März 2007 übernahm er die Leitung des Luftwaffenmusikkorps 2 von Oberstleutnant Simon Dach. Es folgten Auftritte in Israel anlässlich des 60. Unabhängigkeitstages des Staates und die Umrahmung der Feierlichkeiten zum Jahrestag der Landung der Alliierten in der Normandie, beide 2008.
In den Jahren 2009 und 2010 stand Oberstleutnant Scheibling einem Mentorenteam vor, welches im Rahmen des ISAF-Mandates afghanische Militärmusiker ausbildete. Er übergab Anfang Februar 2010 die Leitung des Orchesters und wurde nach Bonn versetzt. Dort war er bis 2012 stellvertretender Leiter des Zentrums Militärmusik der Bundeswehr unter Oberst Michael Schramm.
Als Nachfolger von Oberstleutnant Walter Ratzek kam er im November 2012 zum Musikkorps der Bundeswehr nach Siegburg. Unter Scheiblings Federführung erfolgte dort u. a. von 2017 bis 2019 eine Gesamteinspielung der Armeemarschsammlung.
Am 18. Februar 2022 übergab er das Kommando über das Musikkorps der Bundeswehr an seinen Nachfolger Oberstleutnant Christian Weiper. Am 22. Februar 2022 wurde er zum stellvertretenden Leiter des Militärmusikdienst und Zentrum Militärmusik ernannt.